# Salim Eddé
Salim Eddé, né le 27 janvier 1959 à Beyrouth, est un entrepreneur, philanthrope et collectionneur libanais,.
Il est le fils de l'homme politique Michel Eddé.

## Biographie
Après avoir étudié au Collège Notre-Dame de Jamhour au Liban, Salim Eddé est contraint de poursuivre ses études à l’étranger en 1976 du fait de la guerre civile libanaise. Il intègre alors l'École polytechnique en France, dont il ressort diplômé en 1980. Il poursuit une formation d'ingénieur chimiste au Massachusetts Institute of Technology (MIT) puis un Master in Business Administration (MBA) spécialité finance à l'université de Chicago.
Après avoir travaillé comme ingénieur chimiste à Saint-Nazaire, il co-fonde avec Laurent Néel Murex en 1986, devenu leader mondial de logiciels informatiques de gestion du risque destinés aux marchés financiers et est rejoint par ses frères Elias, Jean-Gabriel et Maroun et son beau-frère Philippe Helou entre 1987 et 1992. L'entreprise compte en 2024 plus de 3 100 employés dans plusieurs villes comme Paris, New York, Beyrouth, Tokyo, Singapour, Dublin et Sydney,. Le développement de Murex Beyrouth, qui compte en 2024 plus de 1000 employés, est un projet porté personnellement par Salim Eddé et ses frères malgré un environnement politique et économique peu incitatif. L'objectif est de développer l’emploi qualifié au Liban et limiter le départ des jeunes diplômés.
Grand collectionneur de minéraux, Salim Eddé fonde en 2013 le Musée des Minéraux de Beyrouth. C'est l’une des plus importantes collections privées de minéraux au monde, avec plus de 2200 cristaux à laquelle s'est ajoutée depuis 2017 une collection des plus beaux fossiles du Liban.
Engagé pour son pays d’origine, il soutient plusieurs associations et apporte son aide à des établissements scolaires et universitaires libanais comme l'USJ.
Son nom est cité dans le scandale des Panama Papers pour avoir créé une société écran située aux Îles Vierges britanniques au bénéfice de son père.